# Green Mind
Green Mind (traducido como Mente Verde) es el cuarto álbum de estudio de la banda de rock alternativo Dinosaur Jr., lanzado en 1991. Fue el primer lanzamiento de la banda después de la partida del bajista Lou Barlow, así como el primero lanzado por un sello importante. El disco está cerca de ser un álbum en solitario de J Mascis, ya que tocó la mayoría de los instrumentos, sumado a una participación limitada del baterista Murph.
La fotografía de la portada, Priscilla, fue realizada por Joseph Szabo en 1969; incluida en su libro Almost Grown.
"Turnip Farm" aparece en la película Reality Bites de 1994.

## Recepción
En una revisión contemporánea, la revista Select le dio al álbum una calificación de cuatro de cinco, describiendo el álbum como un "alivio... no un rayo del cielo" y que "todavía estamos esperando la obra maestra de Dinosaur Jr". Chris Power de Drowned in Sound llamó al álbum "expansivo".

## Listado de canciones
Todas las canciones escritas por J Mascis.

| N.º | Título                         | Duración |  |
| 1.  | «The Wagon»                    | 4:53     |  |
| 2.  | «Puke + Cry»                   | 4:27     |  |
| 3.  | «Blowing It»                   | 2:43     |  |
| 4.  | «I Live for That Look»         | 1:56     |  |
| 5.  | «Flying Cloud»                 | 2:35     |  |
| 6.  | «How'd You Pin That One on Me» | 4:23     |  |
| 7.  | «Water»                        | 5:38     |  |
| 8.  | «Muck»                         | 4:15     |  |
| 9.  | «Thumb»                        | 5:38     |  |
| 10. | «Green Mind»                   | 4:56     |  |

## Créditos
| Dinosaur Jr. - J Mascis – voces, guitarras, bajo, batería, percusión, producción - Murph – batería, percusión (tracks 1, 7 y 9) Producción - Sean Slad – ingeniero de sonido, melotrón (tracks 7 y 9) - Tom Walters – asistente de ingeniero de sonido - Joseph Szabo – fotografía | Músicos adicionales - Joe Harvard – guitarras, tape (track 8) - Jay Spiegel – batería (track 5), percusión (tracks 1 y 5) - Don Fleming – guitarras, coros (track 1), bajo acústico (track 5) - Matt Dillon – coros (track 11) |

## Posicionamiento en listas
| Lista (1991)                 | Mejor posición |
| ---------------------------- | -------------- |
| Estados Unidos Billboard 200 | 168            |
| Reino Unido UK Albums Chart  | 36             |

### Singles
| Año  | Título      | US Modern Rock | UK |
| ---- | ----------- | -------------- | -- |
| 1991 | "The Wagon" | 22             | 49 |

## Ediciones
| Fecha | Sello                                    | Formato        | País                 | Catálogo    |
| ----- | ---------------------------------------- | -------------- | -------------------- | ----------- |
| 1991  | Blanco y Negro, Sire, Warner Bros        | LP, CD, casete |                      |             |
| 1998  | Blanco y Negro                           | CD             |                      |             |
| 2006  | Blanco y Negro, Sire, Warner Bros, Rhino | CD             |                      |             |
| 2006  | Blanco y Negro, Sire, Warner Bros        | LP             | USA                  | 77630       |
| 2012  | Sire                                     | CD             | Japón                | WPCR-14773  |
| 2013  | Vinyl 180                                | LP             | Europa               | VIN180LP066 |
| 2019  | Cherry Red                               | LP, CD         | USA, Canadá y Europa | PCDBRED756  |